# 蓝色警戒
《蓝色警戒》是一款由捷克开发商Cypron Studios和Cinemax开发，Crystal Interactive于2001年发行的即时战略游戏。包含原作和续作《战争狂人》的合集于2019年1月18日在Steam发行。

## 译名
本作在中国大陆发行时，代理商将其命名为《蓝色警戒》，与英文原意相去甚远。有评论认为当时红色警戒系列因为题材和内容关系无法在中国大陆发行，代理商打算借助游戏标题吸引玩家。

## 续作
续作《蓝色警戒2：战争狂人》（State of War: Warmonger）为独立版本，包括16个新任务，其中11个是单人战役，5个是多人战役。
2007年，精神继承续作《蓝色警戒3》（State of War 2: Arcon）于捷克、斯洛伐克和俄罗斯发行。

## 影响
2008年，一款名为《命令与毁灭》（Command and Destroy）的任天堂DS游戏发行，其采用类似的视觉和实时战略设计。业界对此反应不一，GameZone的评测指出它“不符合其模仿的游戏（指命令与征服系列）所创造的遗产”。
模仿本作设计的《蓝色警戒4》于2010年发行，由北京娱乐通开发。